# Dorothee Dormann
Dorothee Dormann, geb. Schmid (* 1976 in Schorndorf) ist eine deutsche Biochemikerin und Zellbiologin (molekulare Neurowissenschaften). Bis 2007 veröffentlichte sie auch unter ihrem Geburtsnamen Schmid.

## Leben
Dorothee Dormann studierte ab 1996 Biochemie an der Eberhard-Karls-Universität Tübingen und 1999/2000 an der University of North Carolina. 2002 erhielt sie ihr Diplom in Tübingen (bei Ralph Steinman von der Rockefeller University in New York), wofür sie einen Preis der Universität Tübingen erhielt. Danach ging sie an die Rockefeller University, an der sie 2007 bei Christian Münz promoviert wurde. Danach war sie als Post-Doktorandin bei Christian Haass am Deutschen Zentrum für Neurodegenerative Erkrankungen (DZNE) und der Ludwig-Maximilians-Universität München. Von 2014 bis 2021 war sie Gruppenleiterin einer Emmy Noether Forschungsgruppe am Biomedizinischen Centrum (BMC) der LMU München. Seit 2021 ist sie Heisenberg-Professorin an der Johannes Gutenberg-Universität Mainz und Adjunct Director am Institute of Molecular Biology (IMB) Mainz. 
Ihr gelangen bedeutende Fortschritte bei der Erforschung der Ursachen bestimmter neurodegenerativer Erkrankungen, speziell Amyotrophe Lateralsklerose (ALS) und Frontotemporale Demenz (FTD). Bei beiden spielen Ablagerungen des Proteins FUS (Fused in Sarcoma) eine Rolle, das bei der Gentranskription eine Rolle spielt und an die DNA bindet. Bei den Erkrankungen funktioniert der Transport von FUS in der Zelle nicht mehr und sie sammeln sich klumpenförmig im Zytoplasma (Stress-Granula, SG). Dormann untersuchte diesen Mechanismus und fand, dass dem eine Phasentrennung zugrunde liegt ähnlich wie bei der Trennung von wässriger Phase und Öl. Bei der ALS werden die Fehler beim Transport des FUS zum Zellkern durch eine Mutation im FUS-Gen ausgelöst, so dass FUS schwächer an das Transportin genannte Transport-Protein bindet. Nach Dormann wirkt das Transportin aber auch als Stabilisator gegen die Neigung von FUS zur Phasentrennung. Bei FTD ist eine posttranslationale Modifikation von FUS defekt (eine Arginin-Methylierung).
Sie war in der Studienstiftung des Deutschen Volkes. 2014 erhielt sie den Heinz-Maier-Leibnitz-Preis, 2019 den Nachwuchspreis des Paul-Ehrlich-und-Ludwig-Darmstaedter-Preises, 2021 den Alzheimer-Forschungspreis der Hans-und-Ilse-Breuer-Stiftung.

## Schriften (Auswahl)
- als D. Schmid mit C. Paludan, C. Münz u. a.: Endogenous MHC class II processing of a viral nuclear antigen after autophagy, Science, Band 307, 2005, S. 593–596
- als D. Schmid mit M. Pypaert, C. Münz: MHC class II antigen loading compartments continuously receive input from autophagosomes, Immunity, Band 26, 2007, S. 79–92
- mit A. Capell, C. Haass u. a. :Proteolytic processing of TAR DNA Binding Protein-43 by caspases produces C-terminal fragments with disease defining properties independent of progranulin,  J Neurochem., Band 110, 2009, S. 1082–1094
- mit R. Rodde, C. Haass u. a.: ALS-associated FUS mutations disrupt Transportin-mediated nuclear transport,  EMBO J., Band 29, 2010, S. 2841–57
- mit C. Haass: TDP-43 and FUS – A nuclear affair,  Trends Neurosci., Band 34, 2011, S. 339–348
- mit T. Madl, C. Haass u. a.: Arginine methylation next to the PY-NLS modulates Transportin binding and nuclear import of FUS,  EMBO J., Band 31, 2012, S. 4258–4275
- mit E. Bentmann E, C. Haass u. a.: Requirements for stress granule recruitment of Fused in sarcoma (FUS) and TAR DNA-binding protein of 43 kDa (TDP-43),  J Biol Chem., Band 287, 2012, S. 23079–2394
- mit E. Bentmann, C. Haass: Stress granules in neurodegeneration – lessons learnt from FUS and TDP-43, FEBS J., Band 280, 2013, S. 4348–4370
- mit C. Haass: Fused in Sarcoma (FUS): An oncogene goes awry in neurodegeneration, Mol Cell Neurosci., Band 56, 2013, S. 475–486
- mit H. A. Bowden: Altered mRNP granule dynamics in FTLD pathogenesis,  J Neurochem., Band 138, 2016,  Suppl 1, S. 112–133.
- mit H. Ederle: TDP-43 and FUS – en route from the nucleus to the cytoplasm, FEBS Letters, Band 591, 2017, S. 1489–1507
- mit M. Hofweber u. a.:  Phase separation of FUS is suppressed by its nuclear import receptor and arginine methylation, Cell, Band 173, Heft 3, 2018, S. 706–719